# Bokuy (Doumbala)
Pour les articles homonymes, voir Bokuy.
Bokuy est une commune située dans le département de Doumbala de la province de Kossi au Burkina Faso.